# Bokfabriken

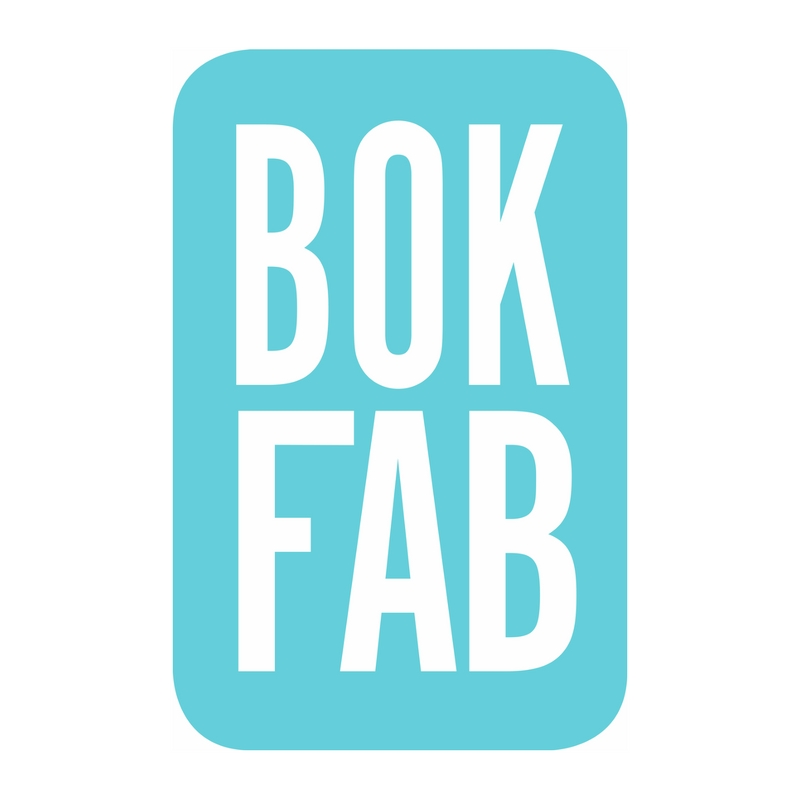
Bokfabrikens logotyp.

Bokfabriken är ett svenskt allmänutgivande bokförlag som grundades 2012. Förlaget ägs av Lasse Brahme och Erik Johansson. Bokfabriken har kontor i Malmö och Stockholm. Enligt tidskriften Svensk Bokhandel var Bokfabriken år 2021 Sveriges åttonde största allmänutgivande förlag.